# صفو
صفو (بالفارسية: صفو) هي قرية تقع في قسم آواجيق الجنوبي الريفي (مقاطعة تشالدران) في إيران. يقدر عدد سكانها بـ 17 نسمة بحسب إحصاء 2016.